# 幻想曲K.397
幻想曲 ニ短調 K. 397 (385g) は、ヴォルフガング・アマデウス・モーツァルトが1782年に作曲したピアノのための幻想曲。旧モーツァルト全集では通し番号の第3番が充てられたため、『幻想曲第3番』と表記される場合もある。

## 概要
この作品は1782年にウィーンで作曲されたものと考えられている。この年にモーツァルトはコンスタンツェ・ヴェーバーと結婚し、またオペラ『後宮からの誘拐』（K. 384）の成功にも恵まれた。
本作は独立した楽曲として構想されたわけではなく、ニ長調のピアノソナタ（K. 284またはK. 311）が続くことを想定して作品として書かれたものではないかと考えられる。様式的にはC.P.E. バッハの幻想曲に対する意識が感じられる。
本作の終結部分は作曲者自身の手では完成されておらず、自筆譜も散逸してしまっている。現在伝わる曲の最後の10小節は、モーツァルトを称賛していたアウグスト・エベルハルト・ミュラーによって書き加えられたものであるとみられている。またピアニストによっては、終結部分をミュラーが書いたものではなく、独自に作曲したものを使用するケースもあり、例えば内田光子はフィリップス・レコードでの録音の際に、自身が書いた独自の終結部分を用いて録音している。

## 楽曲構成
アンダンテ、ニ短調、4分の4拍子（新モーツァルト全集では2分の2拍子（アラ・ブレーヴェ））。曲はバロック音楽を思わせるようなアルペッジョの連続で開始する。フェルマータで間を置いた後、アダージョと記されたアリアのような主題が奏でられる（譜例1）。
譜例1
連続するニ音に始まる中間楽節を挟み譜例1が繰り返されるとカデンツァ風の走句が挿入される。中間楽節のみが奏されて再びカデンツァのような動きがもたらされてから、もう一度譜例1が奏でられる。次にアレグレット、ニ長調、4分の2拍子へと転じ、愛らしく無垢な旋律が現れる（譜例2）。
譜例2
今一度32分音符のカデンツァ風のパッセージが入り、譜例2が回帰するとフェルマータ付きの休符が置かれ、最後の10小節は音量を高めながら簡潔に曲を結んでいる。